# Aéroport international de Guiyang Longdongbao
L'aéroport international de Guiyang Longdongbao est un aéroport qui dessert la ville de Guiyang dans la province du Guizhou en Chine. Il a ouvert en 1997. En 2013, l'aéroport de Guiyang Longdongbao a vu transiter 10 472 589 passagers.

## Situation

### Carte des 50 premiers aéroports de Chine
| \| 500 km1:25 016 000 \| Baotou Canton Changchun Changsha Chengdu-CTU Chengdu-TFU Chongqing Dalian Fuzhou Guilin Guiyang Haikou Hailar Hangzhou Harbin Hefei Hohhot Jinan Jinghong Kunming Lanzhou Lhassa Lijiang Nanchang Nankin Nanning Ningbo Pékin · Capitale Pékin · Daxing Qingdao Quanzhou Sanya Shanghaï-Pudong Shanghaï-Hongqiao Shantou-Chaozhou-Jieyang Shenyang Shenzhen Shijiazhuang Taiyuan Tianjin Ürümqi Wenzhou Wuhan Suzhou Xiamen Xi'an Xining Yantai Yinchuan Zhengzhou Zhuhai-Jinwan |
| 500 km1:25 016 000 |

## Compagnies et destinations
| Compagnies                                           | Destinations |
| ---------------------------------------------------- | --- |
| 9 Air                                                | Changsha, Canton-Baiyun, Hefei, Ji'an, Mandalay, Nanchang-Changbei, Nankin, Phuket, Sanya-Phénix, Shenyang, Tianjin Binhai, Ürümqi-Diwopu, Wenzhou-Longwan, Wuhan, Wuxi/Suzhou |
| Air Chang'an                                         | Xi'an-Xianyang, Yancheng, Yinchuan Hedong |
| Air China                                            | Pékin-Capitale, Chengdu-Shuangliu, Hangzhou-Xiaoshan, Hohhot, Shanghai-Pudong, Shenzhen-Bao'an, Tianjin Binhai, Wenzhou-Longwan, Wuhan, Xiamen-Gaoqi, Yuncheng |
| Air China opéré par Dalian Airlines                  | Dalian-Zhoushuizi, Lianyungang-Huaguoshan |
| Air Guilin                                           | Shenyang, Tangshan Sannühe (en), Xuzhou-Guanyin |
| Air Macau                                            | Macao |
| Beijing Capital Airlines                             | Haikou, Hangzhou-Xiaoshan, Hohhot, Lijiang, Sanya-Phénix, Xi'an-Xianyang, Yichang |
| Chengdu Airlines                                     | Chengdu-Shuangliu, Dalian-Zhoushuizi, Fuzhou-Chánglè, Jining Da'an (en), Lijiang, Lüliang (zh), Nanchang-Changbei, Ningbo, Qingdao-Jiaodong, Quzhou (en), Shenyang, Wenzhou-Longwan, Wuhan, Yantai, Yueyang, Zhengzhou |
| China Eastern Airlines                               | Dalian-Zhoushuizi, Enshi Xujiaping, Lanzhou, Nankin, Ningbo, Shanghai-Hongqiao, Shanghai-Pudong, Taiyuan-Wusu, Wuhan, Xi'an-Xianyang |
| China Express Airlines                               | Baise Bama, Baotou-Donghe, Beihai-Fucheng, Bijie-Feixiong (en), Chengdu-Shuangliu, Guilin-Liangjiang, Hechi Jinchengjiang (en), Huizhou Pingtan (en), Jinan, Libo (en), Nanning, Sanya-Phénix, Xi'an-Xianyang, Xingyi (en), Zhanjiang-Wuchuan, Zhuhai |
| China Southern Airlines                              | - Bangkok-Suvarnabhumi, - Pékin-Capitale, - Changchun, - Changsha, - Dalian-Zhoushuizi, - Fuzhou-Chánglè, - Canton-Baiyun, - Hangzhou-Xiaoshan, - Harbin Taiping, - Hefei, - Shantou-Chaozhou-Jieyang, - Lanzhou, - Nanchang-Changbei, - Nankin, - Nanning, - Ningbo, - Osaka-Kansai, - Qingdao-Jiaodong, - Shanghai-Pudong, - Shenyang, - Shenzhen-Bao'an, - Taïwan-Taoyuan, - Ürümqi-Diwopu, - Wenzhou-Longwan, - Wuhan, - Xiamen-Gaoqi, - Xining-Caojiabao, - Xuzhou-Guanyin, - Yinchuan Hedong, - Yiwu, - Zhangjiajie, - Zhengzhou, - Zhuhai |
| China Southern Airlines opéré par Chongqing Airlines | Dali |
| Colorful Guizhou Airlines                            | - Beihai-Fucheng, - Bijie-Feixiong (en), - Changsha, - Changzhou, - Chengdu-Shuangliu, - Chongqing-Jiangbei, - Dazhou Heshi (en), - Fuzhou-Chánglè, - Haikou, - Hefei, - Liupanshui (zh), - Luoyang, - Luzhou-Yunlong, - Nankin, - Nantong Xingdong, - Ningbo, - Shijiazhuang, - Taiyuan-Wusu, - Taizhou (Zhejiang) (en), - Tianjin Binhai, - Tongren Fenghuang (en), - Wanzhou-Wuqiao, - Wuhan, - Wuzhou-Changzhoudao (en), - Xi'an-Xianyang, - Xingyi (en), - Yibin Wuliangye (en), - Zhengzhou, - Zunyi (zh)                                  |
| Donghai Airlines                                     | Nantong Xingdong En saison : Hefei |
| Fuzhou Airlines                                      | Fuzhou-Chánglè |
| GX Airlines                                          | Jining Da'an (en), Luoyang, Nanning, Tianjin Binhai |
| Hainan Airlines                                      | Pékin-Capitale, Dalian-Zhoushuizi, Haikou, Lanzhou, Nanchang-Changbei, Ningbo, Paris-Charles de Gaulle, Sanya-Phénix, Shenzhen-Bao'an, Taiyuan-Wusu, Xi'an-Xianyang |
| Hebei Airlines                                       | Bangkok-Suvarnabhumi, Hangzhou-Xiaoshan, Shijiazhuang |
| Hong Kong Airlines                                   | Hong Kong |
| JC International Airlines                            | Phnom Penh, Siem Reap-Angkor |
| Jetstar Pacific Airlines                             | Charter : Cam Ranh |
| Jiangxi Air                                          | Nanchang-Changbei |
| Juneyao Airlines                                     | Hangzhou-Xiaoshan, Huizhou Pingtan (en), Lijiang, Nankin, Shanghai-Hongqiao, Shanghai-Pudong, Wenzhou-Longwan |
| Kunming Airlines                                     | Baoshan Yunduan (en), Changzhi-Wangcun (en), Taiyuan-Wusu, Tengchong Tuofeng (en) |
| Lanmei Airlines                                      | Siem Reap-Angkor, Sihanoukville |
| Loong Air                                            | Ganzhou Huangjin, Hangzhou-Xiaoshan, Ningbo, Shangrao Sanqingshan, Wenzhou-Longwan |
| Lucky Air                                            | Lijiang, Quanzhou Jinjiang, Xuzhou-Guanyin, Zhengzhou |
| Malindo Air                                          | Kuala Lumpur |
| Neos                                                 | Milan-Malpensa |
| Qingdao Airlines                                     | Anqing-Tianzhushan (en), Huai'an, Lanzhou, Qingdao-Jiaodong |
| Shandong Airlines                                    | Changchun, Dalian-Zhoushuizi, Harbin Taiping, Hengyang, Jinan, Qingdao-Jiaodong, Quanzhou Jinjiang, Shiyan Wudangshan (en), Taiyuan-Wusu, Wenzhou-Longwan, Wuhan, Xi'an-Xianyang, Xiamen-Gaoqi, Yantai, Zhengzhou |
| Shanghai Airlines                                    | Shanghai-Hongqiao, Shanghai-Pudong |
| Shenzhen Airlines                                    | Harbin Taiping, Hefei, Nankin |
| Sichuan Airlines                                     | Chengdu-Shuangliu, Hangzhou-Xiaoshan, Harbin Taiping, Hefei, Lanzhou, Melbourne-Tullamarine, Quanzhou Jinjiang, Sanya-Phénix, Wenzhou-Longwan, Xi'an-Xianyang, Xichang (en), Jinghong Xishuangbanna Gasa, Xuzhou-Guanyin |
| Sky Angkor Airlines                                  | En saison Charter : Siem Reap-Angkor |
| Spring Airlines                                      | Guangyuan Panlong, Ningbo, Shanghai-Hongqiao, Shijiazhuang, Taizhou (Jiangsu) (en) |
| Suparna Airlines                                     | Jinan, Shanghai-Pudong, Xiangyang-Luiji |
| Thai AirAsia                                         | Pattaya U-tapao, Phuket |
| Tianjin Airlines                                     | Fuzhou-Chánglè, Haikou, Hohhot, Shantou-Chaozhou-Jieyang, Liupanshui (zh), Nankin, Nanyang, Sanya-Phénix, Tianjin Binhai, Ürümqi-Diwopu, Xi'an-Xianyang, Zhanjiang-Wuchuan, Zhengzhou |
| Tibet Airlines                                       | Lijiang, Shenyang |
| Vietjet Air                                          | Charter: Cam Ranh |
| West Air                                             | Jinan, Nankin, Zhengzhou |
| XiamenAir                                            | Fuzhou-Chánglè, Hangzhou-Xiaoshan, Quanzhou Jinjiang, Tianjin Binhai, Xiamen-Gaoqi |

Édité le 07/10/2019